# Hespérie à bandes jaunes
Pyrgus sidae
Espèce
L’Hespérie à bandes jaunes (Pyrgus sidae) est une espèce de lépidoptères (papillons) de la famille des Hesperiidae, de la sous-famille des Pyrginae et du genre Pyrgus.

## Taxonomie
Pyrgus sidae a été décrit par Eugen Johann Christoph Esper en 1784 sous le nom de Papilio sidae.

### Noms vernaculaires
L'Hespérie à bandes jaunes se nomme Yellow-banded Skipper en anglais et Ajedrezada admirada en espagnol.

## Description
L'Hespérie à bandes jaunes est un petit papillon d'une envergure variant de 24 mm à 28 mm au dessus d'une couleur variant du marron au gris beige, avec une frange blanche entrecoupée et aux antérieures une ornementation de petites taches blanches quadrangulaires en lignes délimitant un espace.
Le revers est plus clair gris verdâtre taché de blanc aux antérieures et blanc avec deux bandes jaunes caractéristiques aux postérieures.

### Période de vol et hivernation
L'Hespérie à bandes jaunes vole en une seule génération en avril mai ou en mai juin suivant les lieux.
L'Hespérie à bandes jaunes hiverne au stade de chenille.

### Plantes hôtes
Les plantes hôtes de sa chenille sont des Malvaceae, des Potentilla dont  Potentilla pedata et Potentilla recta,.

## Écologie et distribution
L'Hespérie à bandes jaunes est présente en Europe sous forme de petits isolats en Espagne en France et en Italie puis dans les Balkans et au Moyen-Orient, en Iran et Afghanistan.
En France elle est présente  dans le Gard, les Bouches-du-Rhône, le Var, les Alpes-de-Haute-Provence  et les Alpes-Maritimes.

### Biotope
L'Hespérie  à bandes jaunes réside en montagnes dans les broussailles et les prairies.

### Protection
Pas de statut de protection particulier.